# وادي الغليان الكبير

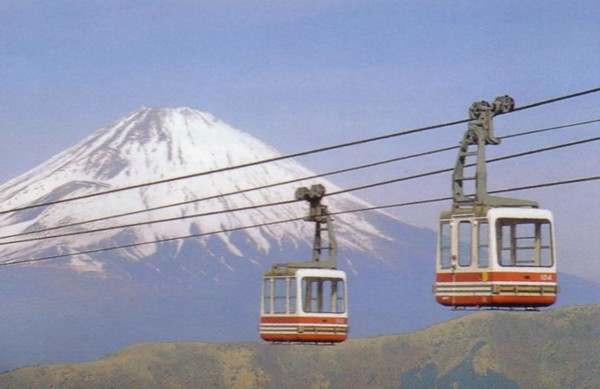
منظر جبل فوجي من وادي الغليان الكبير

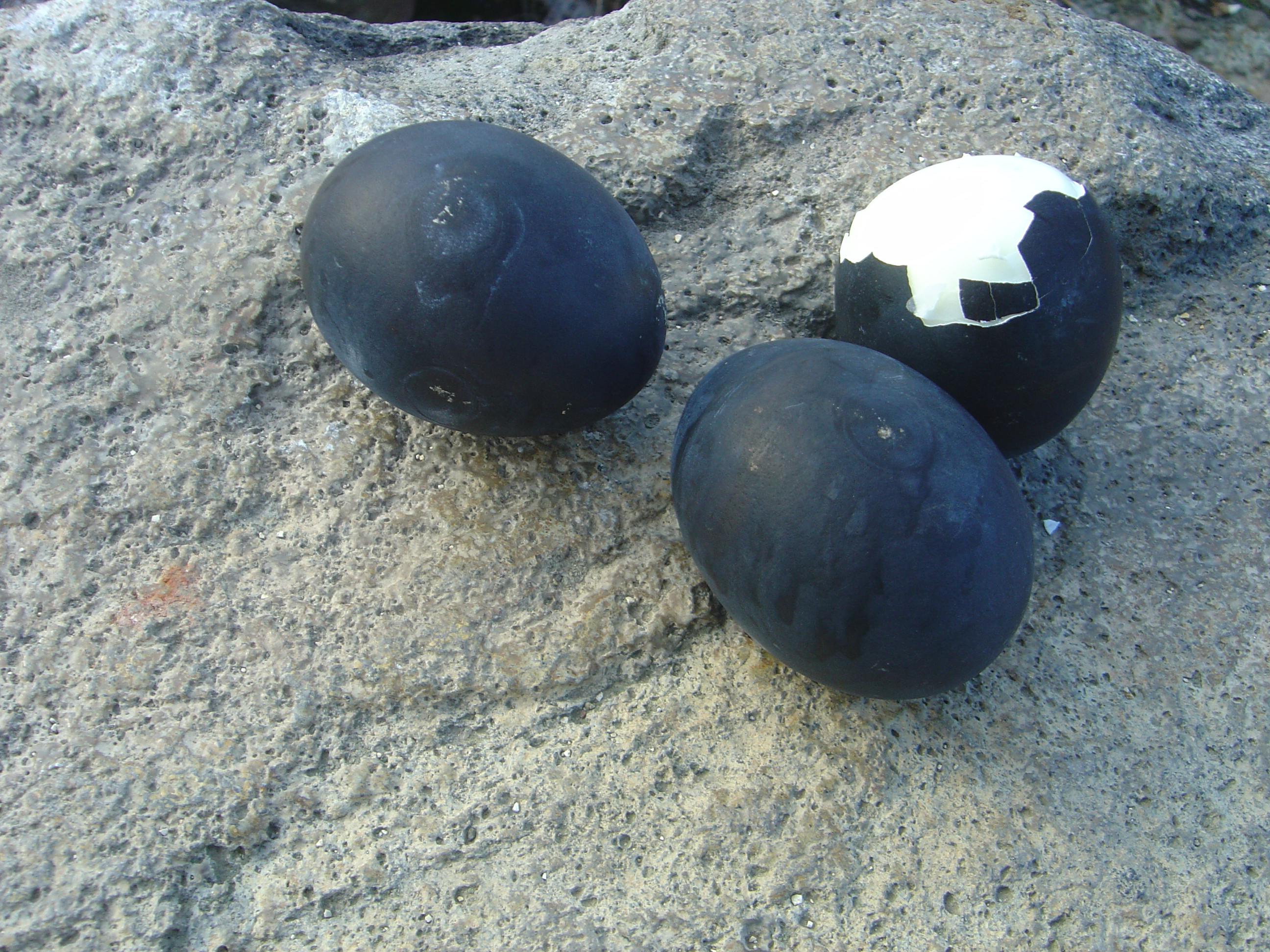
البيض الأسود (كورو-تاماغو)

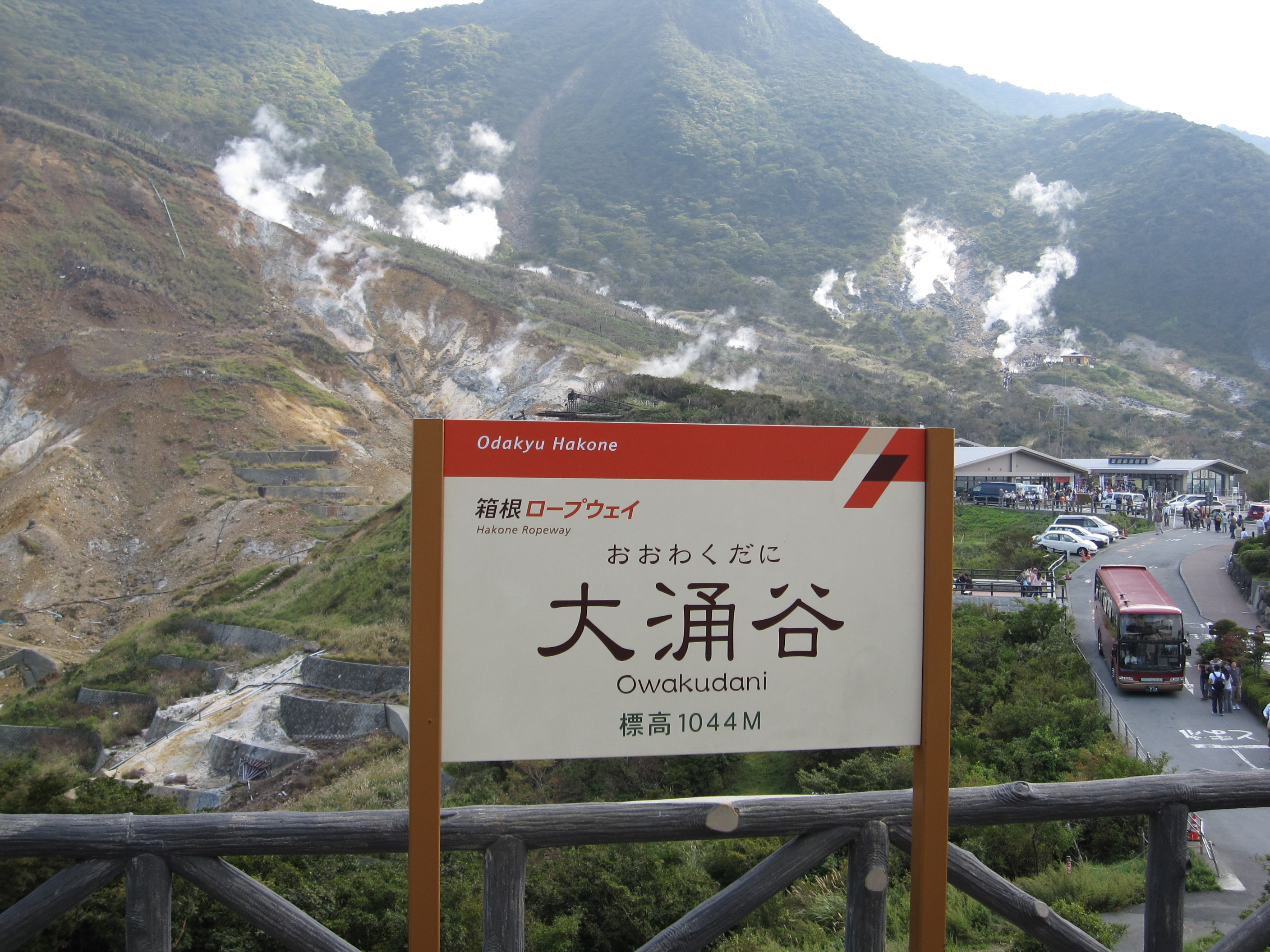
محطة أوواكوداني وتظهر خلفها أدخنة فتحات الكبريت.

وادي الغليان الكبيرة (باليابانية: 大涌谷 أوواكوداني) هو عبارة عن وادي بركاني فيه فتحات كبريت نشطة وينابيع حارة في منطقة هاكونه، محافظة كاناغاوا، اليابان. يشتهر هذا الوادي كمنطقة سياحية لمناظره ونشاطه البركاني، وعلى الأخص البيض الأسود (黒玉子 كورو-تاماغو) وهو بيضيسلق في الينابيع الحارة فيصبح لون قشره أسود اللون، وتصبح رائحتها كبريتية قليلاً، يقال أن أكل هذا البيض يطول العمر، حيث تقول [أسطورة|[الأساطير]] أن أكل بيضة واحدة يزيد سبع سنوات في العمر، وأكل اثنتين يزيد أربعة عشر عاماً، لكن لا ينصح بأكل البيضة الثالثة.